# Антонов, Андрей Игоревич
Андрей Игоревич Антонов (бел. Андрэй Ігаравіч Антонаў; род. 27 апреля 1985, Воскресенск, Московская область) — белорусский и российский хоккеист, защитник.

## Биография
Выступал за «Химик-2» (Воскресенск), «Химволокно» (Могилев), «Химволокно-2», «Мотор» (Барнаул), «Керамин» (Минск), «Динамо» (Минск), «Шахтер» (Солигорск), «Неман» (Гродно), «Автомобилист» (Екатеринбург).
В составе сборной Беларуси провел 21 матч (3 гола, 1 передача), участник чемпионата мира 2009.
Чемпион Белоруссии (2013, 2019, 2020), серебряный призёр чемпионата Белоруссии (2010). обладатель Кубка Белоруссии (2008). Обладатель Кубка Шпенглера (2009). Лучший защитник чемпионата Белоруссии (2013, 2019, 2020).
20 марта 2022 года в шестом матче серии плей-офф Экстралиги с новополоцким «Химиком» Антонов, проводивший встречу в ранге капитана «Юности», отметился результативной передачей, что сделало его лучшим защитником-бомбардиром в плей-офф в истории Экстралиги. На тот момент Антонов провел 116 матчей и заработал 58 (17+41) очков. Он опередил завершившего к тому времени карьеру Александра Рядинского. В плей-офф 2022 года Антонов набрал 20 очков, ему не хватило всего одного балла до абсолютного рекорда.
По итогам сезона-2022/23 Антонов получил приз имени Руслана Салея (награда за лидерские качества на льду и вне его). Приз достался защитнику третий год подряд.
В сезоне-2023/24, который стал для Антонова седьмым в составе «Юности», набрал 17 (3+14) очков в 44 матчах. Всего за 15 сезонов в качестве игрока защитник провел в Экстралиге 755 матчей и набрал 395 (84+311) очков. В КХЛ Антонов выступал в составе минского «Динамо», «Автомобилиста» и «Югры». Всего отыграл 269 матчей и набрал 53 (13+40) очка.
По окончании сезона-2023/24 Антонов завершил игровую карьеру, войдя в тренерский штаб «Динамо-Молодечно» под руководством Игоря Руфа. 
В мае 2025 года Антонов был назначен главным тренером гродненского «Немана», за который в свое время выступал на протяжении трех сезонов. За «Неман» защитник сыграл 92 матча в регулярных чемпионатах, набрав 54 (14+40) балла.

Антонов входит в топ-15 по количеству матчей за сборную Беларуси среди защитников (95 игр).